# دييغو بيروتي
دييغو بيروتي (بالإسبانية: Diego Perotti)‏ (مواليد 26 يوليو 1988 في مورينو - الأرجنتين) لاعب كرة قدم أرجنتيني يلعب حاليا لصالح نادي الدرجة الأولى روم الإيطالي في مركز الجناح الأيسر كما يجيد اللعب في مركز الجناح الأيمن والوسط المهاجم .
لعب بيروتي لنادي إشبيليه منذ 2007 قبل أن ينتقل إلى نادي جنوى في صيف 2014. وهو الآن يلعب لنادي روما.

## روابط خارجية
- دييغو بيروتي على موقع قاعدة بيانات كرة القدم.إي يو (الإنجليزية)
- دييغو بيروتي على موقع ناشيونال فوتبول تيمز (الإنجليزية)
- دييغو بيروتي على موقع Soccerway.com (الإنجليزية)
- دييغو بيروتي على موقع عالم كرة القدم.نت (الإنجليزية)
- دييغو بيروتي على موقع كووورة
- دييغو بيروتي على موقع AS.com (الإسبانية)